# رولاندو فيريرا
رولاندو فيريرا (بالبرتغالية: Rolando Ferreira) مواليد 1964 في كوريتيبا، هو لاعب كرة سلة برازيلي محترف سابق.

## الميداليات
| الميدالية | المسابقة                    |
| --------- | --------------------------- |
| ذهبية     | دورة الألعاب الأمريكية 1987 |

## روابط خارجية
- رولاندو فيريرا على موقع الاتحاد الدولي لكرة السلة (الإنجليزية)
- رولاندو فيريرا على موقع إن بي أي (الإنجليزية)
- رولاندو فيريرا على موقع سبورتس رفرنس (الإنجليزية)
- رولاندو فيريرا على موقع كرة السلة الأوروبية.كوم (الإنجليزية)
- رولاندو فيريرا على موقع كلية كرة السلة في سبورتس رفرنس.كوم (الإنجليزية)
- رولاندو فيريرا على موقع ريلجم (الإنجليزية)
- رولاندو فيريرا على موقع بروبوليرز (الإنجليزية)
- رولاندو فيريرا على موقع سبورتس رفرنس (الإنجليزية)
- رولاندو فيريرا على موقع أوليمبيديا (الإنجليزية)